# Hemerobius ceraticus
Hemerobius ceraticus är en insektsart som beskrevs av Luisa Eugenia Navas 1924. Hemerobius ceraticus ingår i släktet Hemerobius och familjen florsländor. Inga underarter finns listade i Catalogue of Life.